# نیروگاه حیدریه
نیروگاه حیدریه عراق با نام کمتر شناخته شده نیروگاه نجف (عراق، استان نجف، کیلومتر ۲۵ جاده نجف - کربلا، جنب پالایشگاه نجف، بهره‌برداری ۱۰ اردیبهشت ۱۳۹۳)، یکی از نیروگاه‌های کشور عراق ساخت شرکت مپنا است. این نیروگاه از نوع گازی با ظرفیت تولید ۱۶۲ مگاوات است که شامل ۱ واحد گازی ۱۶۲ مگاواتی MAP2+ (نسخه ارتقاء یافته V94.2 به دست شرکت مپنا) است. قرار است در آینده این نیروگاه به سیکل ترکیبی ۵۰۰ مگاواتی تبدیل شود.
سوخت این نیروگاه گاز طبیعی و سوخت پشتیبان نفت گاز (گازوئیل) است. پست برق این نیروگاه ۱۳۲ کیلوولت است.
در پروژه ساخت نیروگاه، کارفرما ستاد بازسازی عتبات عالیات و پیمانکاران
گروه مپنا و مهندس محمد امین نیاز است که به صورت پیمانکار اجرایی کلید در دست (EPC) ساخته می‌شود. همچنین، ساخت پست ۱۳۲ کیلوولت و خط انتقال برق با کارفرمای پروژه است.(نرگس .ق همین جا )
این دومین پروژه گروه مپنا در عراق بعد از ساختن نیروگاه الصدر و قبل از ساخت نیروگاه 3000 مگاواتی «رمیله» بصره بوده‌است.

## روزشمار ساخت و هزینه نیروگاه
زمین این نیروگاه در ۲۲ تیر ۱۳۹۱ به پیمانکار (گروه مپنا) واگذار شد و ساخت آن از ۱۴ مرداد ۱۳۹۱ شروع شد و در ۱۰ اردیبهشت ۱۳۹۳ توسط رهبر ایران، علی خامنه‌ای از طریق ویدئو کنفرانس افتتاح شد.
به گفتهٔ سردار ابراهیم راحمی، مشاور وزیر وقت نیرو در آذر ۱۳۹۱؛ اعتبار ساخت نیروگاه حیدریه ۷۵ میلیون یورو برآورد شده‌است که در دو فاز ساخته می‌شود. مأموریت فاز اول آن ۲۵ میلیون یورو است که شامل ساخت و انتقال تجهیزات است که بعد از اتمام این پروژه برق به شکل رایگان در اختیار حرم شرفین قرار بگیرد و یک بخش دیگر تولید مازاد برق به صورت آزاد به دولت عراق به فروش برسد.

## نیروگاه حیدریه، هدیه ایران به عراق
ساخت نیروگاه حیدریه با تمام هزینه‌های جانبی آن توسط وزارت نیروی ایران تأمین شد و به گفتهٔ مسئولان هدیهٔ ایران به عراق است.
محمد بهزاد، معاون وزیر نیرو در امور برق و انرژی در تیر ۱۳۹۱، از هماهنگی ایران و عراق برای انتقال برق ایران از طریق عراق و سوریه به لبنان باتوجه به نشست‌های چهارجانبه معاونان برق و انرژی این کشورها خبر داد.
عبدالحمید فرزام بهبودی، مدیرکل دفتر مبادلات و تجارت برون مرزی شرکت مدیریت شبکه برق ایران گفت:
نیروگاه برق الحیدریه نجف هدیه‌ای از طرف ملت ایران به کشور عراق است، ساخت نیروگاه الحیدریه نجف با تمام هزینه‌های جانبی آن توسط وزارت نیرو تامین می‌شود.
این در حالی است که به گزارش خبرگزاری مهر [در تیر ۱۳۹۱]؛ در حال حاضر حجم بدهی‌های وزارت نیرو به پیمانکاران و سازندگان بخش خصوصی از مرز ۵ هزار میلیارد تومان گذشته است. دولت عراق بابت واردات روزانه نزدیک به ۱۰۰۰ مگاوات برق بیش از ۵۰۰ میلیون دلار بدهی به ایران دارد و هنوز برنامه زمان‌بندی برای تسویه این بدهی‌های برقی توسط وزارت برق عراق اعلام نشده‌است.
هزینه ساخت این واحد نیروگاهی (در صورت تبدیل به سیکل ترکیبی ۵۰۰ مگاواتی) بیش از 1200 میلیارد تومان برآورد می‌شود.